# Lista över insjöar i Tibro kommun
Detta är en lista över sjöar i Tibro kommun baserad på sjöns utloppskoordinat. Om någon sjö saknas, kontrollera grannkommunens lista eller kategorin Insjöar i Tibro kommun.

## Lista
| Namn             | Koordinat                                     | Sjöid         | VYID          | Yta (km²) | Strandlinje (km) | Höjd (m) | Maxdjup (m) | Volym (m³)  | HARO   | Natura 2000 |
| ---------------- | --------------------------------------------- | ------------- | ------------- | --------- | ---------------- | -------- | ----------- | ----------- | ------ | ----------- |
| Brännehultasjön  | 58°31′21″N 14°17′31″Ö / 58.52238°N 14.29196°Ö | 648983-141183 |               |           |                  |          |             |             | 67000  |             |
| Götarshemsdammen | 58°24′52″N 14°17′13″Ö / 58.41439°N 14.28684°Ö | 647781-141126 |               | 0,013     |                  | 160      |             |             | 108000 |             |
| Hultadammen      | 58°25′13″N 14°13′58″Ö / 58.42021°N 14.23285°Ö | 647853-140812 |               |           |                  |          |             |             | 108000 |             |
| Höghultssjön     | 58°31′44″N 14°18′02″Ö / 58.52895°N 14.30043°Ö | 649055-141234 |               |           |                  |          |             |             | 67000  |             |
| Kopparsjön       | 58°29′28″N 14°23′40″Ö / 58.49105°N 14.39449°Ö | 648614-141832 | 648621-141773 | 0,261     | 2,56             | 92,1     |             |             | 67000  |             |
| Långsjön         | 58°31′22″N 14°20′58″Ö / 58.52278°N 14.34944°Ö | 648987-141531 | 648980-141518 | 0,0577    | 1,08             | 188,9    |             |             | 67000  |             |
| Skogsjön         | 58°32′37″N 14°20′08″Ö / 58.54372°N 14.33552°Ö | 649215-141442 |               |           |                  |          |             |             | 67000  |             |
| Svartsjön        | 58°31′28″N 14°19′36″Ö / 58.52458°N 14.32671°Ö | 649003-141386 |               |           |                  |          |             |             | 67000  |             |
| Sörsåge damm     | 58°24′57″N 14°14′16″Ö / 58.41596°N 14.23766°Ö | 647805-140839 |               | 0,023     |                  | 136      |             |             | 108000 |             |
| Trehörningen     | 58°32′29″N 14°19′50″Ö / 58.54151°N 14.33064°Ö | 649191-141413 |               |           |                  |          |             |             | 67000  |             |
| Ulvsjön          | 58°29′38″N 14°21′57″Ö / 58.49378°N 14.36591°Ö | 648658-141585 | 648655-141607 | 0,0958    | 1,23             | 100      |             |             | 67000  |             |
| Älgaråsasjön     | 58°24′22″N 14°17′38″Ö / 58.40621°N 14.29387°Ö | 647689-141165 |               | 0,013     |                  | 167      |             |             | 108000 |             |
| Öasjön           | 58°24′04″N 14°16′31″Ö / 58.40123°N 14.27527°Ö | 647651-141067 | 647636-141055 | 0,0809    | 1,24             | 166,9    |             |             | 108000 |             |
| Örlen            | 58°28′53″N 14°15′02″Ö / 58.48148°N 14.25069°Ö | 648941-140991 | 648533-140932 | 14,2      | 24,5             | 94       | 26,9        | 143 424 000 | 67000  |             |